# Božo Grkinić
Božo Grkinić (Sveti Juraj kod Senja, 17. studenog 1913.- Beograd, 3. veljače 1996.) bivši je hrvatski plivač, košarkaš, košarkaški trener,  vaterpolist, vaterpolski trener i sudac. Igrao je za Jugoslaviju. Bio je kapetanom košarkaške reprezentacije.
Jedan od pionira hrvatske košarke Vlaho Kojaković (generacija Luke Ciganovića i Uroša Tominića), smatra ga najkompletnijim športašem - i kao igrača, i kao trenera, i kao sudca i kao čovjeka.
Smatra se da je on nosio državnu zastavu na otvaranju OI 1948. godine u Londonu.

## Košarka
Sudionik je povijesne utakmice za hrvatsku košarku. To je bila jedna od prvih, ako ne i prva službena košarkaška utakmica na tlu teritorija današnje Republike Hrvatske. Utakmica je odigrana u Rijeci, 25. prosinca 1938. godine. Igrali su ju tek utemeljeni košarkaški odjel SD Victorije protiv talijanske selekcije Rijeke; izgubila je 19:40. Članovi košarkaške sekcije bili su: Nikola Grego, Josip Banić, Mladen Bezjak, Vjeko Bezjak, Božo Grkinić, Vlado Polić, Ersilio Sikich i Dušan Zvonaš. Trener: Božo Grkinić, tajnik Predrag Miculinić, a tehnički referent Nikola Grego.
Igrao je za reprezentaciju Jugoslavije na EP 1947. u ČSSR-u.
Dok je poznati srbijanski košarkaš, trener, reprezentativac i dugogodišnji dužnosnik u košarkaškom športu Nebojša Popović živio s obitelji u Rijeci, bavio se vaterpolom, a igrao je na mjestu vratara. Božo Grkinić ga je zainteresirao za košarku.

## Vaterpolo
Trenirao je poslije 2. svjetskog rata beogradski Partizan koji je tih godina imao mnoštvo hrvatskih igrača, a bio je u sastavu: Andrija Banović, Martin Gabrićević, Stjepo Duvnjak, dr Ivo Orlić, dr Vladimir Polić, Pero Simatović, Ivo Stela, Gojko Marović (otac olimpijskog prvaka i dugogodišnjeg Jadranova pa Partizanova prvotimca Uroša Marovića), Dušan Ćorović, Vojislav Ucović, Bruno Cvitan, Boris Škanata i Severin Bijelić.
Zaslužan je za dovođenje poznatih vaterpolskih imena u Mornar, među ostalim Boška Vuksanovića.
Od 1952. trenirao je i igrao za splitski vaterpolski klub Mornar, s kojim je osvojio naslov državnog prvaka. Suigrači su mu bili: Darko Šarenac, Nikola Trojanović, Stijepo Duvnjak, Ivo Štakula, Bruno Cvitan, Lovro Radonić, Boris Škanata, Boško Vuksanović, Ivo Brajević, Tomislav Franjković, Mićo Kos i Neno Vilović.
Sljedeće je godine Grkinićev Mornar imao svoj prvi međunarodni nastup. Osvojio je Mitrov kup, natjecanje koje je okupilo najveća ondašnja vaterpolska imena u Europi. Turnir je bio preteča Kupa europskih prvaka, a današnje Eurolige. Godine 1956. je jugoslavenska vaterpolska reprezentacija pod izborničkim vodstvom Bože Grkinića, a za koju su igrali mornarevci Tomislav Franjković, Ivo Štakula, Lovro Radonić, Boško Vuksanović i drugi, osvojila srebrno odličje na OI 1956. u Melbourneu.